# Липа (Ливно)
Липа је насељено мјесто у Босни и Херцеговини у Граду Ливну које административно припада Федерацији Босне и Херцеговине. Према попису становништва из 1991. у насељу је живјело 593 становника.

## Географски положај
Налази се у Ливањском пољу, 10-ак километара јужно од града Ливна.

## Становништво
| Националност       | 1991.        | 1981.        | 1971.        |
| Хрвати             | 590 (99,49%) | 611 (98,07%) | 718 (96,63%) |
| Муслимани          | 0            | 0            | 6 (0,80%)    |
| Срби               | 3 (0,37%)    | 1 (0,13%)    | 0            |
| Југословени        | 0            | 2 (0,32%)    | 2 (0,26%)    |
| остали и непознато | 3 (0,50%)    | 10 (1,60%)   | 5 (0,67%)    |
| Укупно             | 593          | 623          | 743          |